# Jesse Fuller McDonald

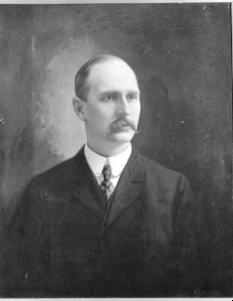
Jesse McDonald

Jesse Fuller McDonald (* 30. Juni 1858 in Ashtabula, Ohio; † 25. Februar 1942 in Denver, Colorado) war ein US-amerikanischer Politiker (Republikanische Partei) und von 1905 bis 1907 der 15. Gouverneur des Bundesstaates Colorado.

## Frühe Jahre und politischer Aufstieg
Jesse McDonald besuchte die örtlichen Schulen seiner Heimat in Ohio. Danach studierte er das Bauwesen und die Landvermessung. Im Jahr 1879 zog er nach Leadville in Colorado. Dort stieg er in das Bergbaugeschäft ein. Fünf Jahre später gründete er zusammen mit einem Partner eine Firma, die Eigentümer einiger lukrativer Minen in Colorado wurde.
Zwischen 1899 und 1905 war McDonald Bürgermeister von Leadville, seit 1902 war er auch Mitglied des Senats von Colorado. Bei den umstrittenen Gouverneurswahlen des Jahres 1904 wurde er zum Vizegouverneur gewählt. Bei diesen Wahlen wurde der Demokrat Alva Adams gegen den Amtsinhaber James Hamilton Peabody zum dritten Mal zum Gouverneur gewählt. Die republikanische Mehrheit in der Colorado General Assembly ließ die Wahl aber erfolgreich anfechten. Adams musste sein im Januar 1905 angetretenes Amt am 16. März wieder abgeben. Einem Kompromiss entsprechend wurde Peabody für einen Tag nochmals Gouverneur. Diesen Posten musste er dann an seinen Stellvertreter McDonald übergeben.

## Gouverneur von Colorado
Jesse McDonald trat sein neues Amt am 17. März 1905 an. In seiner Amtszeit wurde ein Gesetz verabschiedet, das es Bergleuten verbot, im Fall von Streiks andere Arbeiter am Betreten der bestreikten Minen zu hindern. Damit schütze er einseitig die Interessen der Arbeitgeber, denen er selbst angehörte. Er schützte aber auch das offene Land. Damals entstanden in Colorado sechs große Zuckerrübenraffinerien, was der Wirtschaft des Landes zugutekam. Im Jahr 1906 bewarb sich McDonald nicht um eine Wiederwahl. Daher schied er am 8. Januar 1907 aus seinem Amt aus.
Auch nach dem Ende seiner Amtszeit blieb McDonald politisch aktiv. Im Jahr 1908 kandidierte er doch noch einmal, allerdings erfolglos, für das Amt des Gouverneurs. Zwischen 1910 und 1914 war er Vorsitzender der Republikaner in Colorado. Diesen Posten hatte er von 1931 bis 1934 noch einmal inne. Ansonsten war er als Arbeitgeber im Bergbau Mitglied in einigen regionalen und nationalen Vereinigungen der Minenbesitzer. Jesse McDonald starb im Februar 1942. Er war zweimal verheiratet.